# Fernando Maria Neves
Fernando Maria Neves, conosciuto anche come Nando (Praia, 9 giugno 1978), è un ex calciatore capoverdiano, di ruolo difensore.

## Carriera

### Club

#### Baník Ostrava
Debutta con il Baník Ostrava il 25 luglio 2009 nella vittoria casalinga per 2-1 contro il Matila Příbram.
Segna il suo primo gol con il Banìk il 10 aprile 2010 nella vittoria casalinga per 3-2 contro lo Slovan Liberec, gol del momentaneo 1-1.

#### Châteauroux
Debutta con lo Châteauroux il 29 luglio 2011 nel pareggio fuori casa per 1-1 contro il Guingamp.

#### Slavia Praga
Il 25 settembre 2013 si svincola dallo Châteauroux, per accasarsi allo Slavia Praga dove sottoscrive un contratto che lo lega alla squadra ceca fino al 30 giugno del 2015.

## Palmarès

### Club

#### Competizioni nazionali
- Campionato svizzero: 1

Grasshoppers: 2002-2003